# MDA (企業)
MDA（英語: MDA Ltd.）は、カナダのオンタリオ州ブランプトンに本社を置くカナダの宇宙技術会社。ジオインテリジェンス、ロボット工学と宇宙運用、および衛星システムを提供する。

## 歴史
MDA （旧マクドナルド、デットワイラーアンドアソシエイツ）は、1969年にジョン・S・マクドナルドとヴァーン・デットワイラーによってマクドナルドのバンクーバーの家の地下に設立された。同社は1995年11月17日に米国のオービタル・サイエンシズ（OSC）の子会社になった。
MDAは、レーダーサット-2地球観測衛星の元請業者であり、所有権を取得した。
MDAは、カナダアームのメーカーであるスパーエアロスペースの宇宙ロボティクス部門を買収し、1999年3月に、MDロボティクスに名称を変更した。MDロボティクスは、国際宇宙ステーションのモバイルサービスシステム（カナダアーム2を含む）を完成させた。2001年に、OSCは全株式を売却した。70％近くがカナダの投資家グループに売却され、オンタリオ州教職員年金基金（OTPP） は、29％の株式を保有する筆頭株主になった。
2000年代、MDAは米国で契約を獲得するのに苦慮した。2008年、宇宙部門をアライアント・テックシステムズに売却する試みは、国家安全保障上の理由からカナダ政府によって阻止され、その後のカナダのビジネスの欠如は一時解雇につながった。不動産情報事業は2011年初頭に売却された。2012年には、MDAは、ロラール・スペース&コミュニケーションズからスペースシステムズ/ロラールを購入した。OTPPは、その出資比率を10％未満に削減した。
2017年、MDAはデジタルグローブを24億米ドルで買収し、マクサー・テクノロジーズにブランド名を変更し、本社を米国コロラド州に移転した。
2020年4月8日、トロントを拠点とする投資会社である ノーザンプライベートキャピタル は、マクサー からMDA資産をC$1,000,000,000（ US$765,000,000）で購入した。そして新会社をMDAと名付け、同社は、カナダに本社を置く。
2020年12月9日、カナダ宇宙庁（CSA）は、NASA主導の月ゲートウェイプログラムへのカナダの貢献の一環として、カナダアーム3を開発および建設する契約をMDAと契約した。契約はプログラム最初のフェーズであり、2,280万カナダドルの価値があり、後続のフェーズのオプションがある。2020年12月16日に、契約が締結され、NASAとCSAがゲートウェイで協力するための最終合意を発表した。カナダアーム3、2つの科学機器の設置、カナダ宇宙飛行士2人の乗組員のポストを提供するというコミットメントが含まれている。
2021年4月7日、MDAは、シンボルMDAの下でトロント証券取引所で上場企業になった。

## 施設

### カナダ
- オンタリオ州ブランプトン（HQ）
- ダートマス (ノバスコシア州)（英語版）
- カナタ (オンタリオ州)（英語版）
- モントリオール、QC
- オンタリオ州オタワ
- ブリティッシュコロンビア州リッチモンド

### 国際事務局
- イギリス、ディドコット
- テキサス州ヒューストン